# أبو العباس النيريزي
أبو العباس الفضل بن حاتم النيريزي  (بالفارسية: ابوالعباس نیریزی)يعرف (باللاتينية: Anaritius أناريتيوس) ولد في 865 وتوفي في 922.عالم رياضي وفلكي فارسي من القرن التاسع والعاشر ميلادي.ينتمي إلى نيروز قرية قرب شيراز بإيران.

## أعماله
عاش أثناء حكم الخليفة العباسي المعتضد بالله. أتم عدة جدوال فلكية وكتب كتابا للمعتضد بالله حول الظواهر الفلكية. وله تعليقات على كتب كلاوديوس بطليموس وإقليدس ترجمها الإيطالي جيراردو الكريموني. وعرف عنه أنه استعمل تقنيات في الهندسة الفراغية انتقدها وعدلها أحمد بن عبد الله المروزي فيما بعد. له كتاب عن ذات الحلق فيه أربع فصول:
- مقدمة نقدية وتاريخية.
- وصف الفضاء ومواقع النجوم وأدوات الرصد والحساب.
- تطبيقات.
- تطبيقات

عرفه ابن النديم كأعظم علماء الفلك ونسب إليه ثمان كتب في علم الفلك في كتابه 'الفهرس' من بينها:
«شرح كتاب أصول اقليدس»، «رسالة في بيان‌المصادرة المشهورة لاقليدس»، «تفسير كتاب المجسطي»، «الزيج الكبير» و«الزيج الصغير».

## نبذة عن النيريزي
كانت المنطقة التي نشأ فيها النيريزي مليئة بالاضطرابات السياسيّة. فقد كانت الفترة التي تلت اغتيال الخليفة المتوكّل عام 861، فترة فوضى سياسية وحربٍ أهليّة، وحّد الخليفة المعتمد وأخوه الموفّق -الذي كان قائداً عسكريّاً- الدولة العباسية في عام 870، وتمّ إخماد التمرّد في عام 883 وذلك بعد مرور عدّة سنوات على الحملة العسكرية التي قام بها الموفّق وأخوه المعتضد. توفّي المعتمد عام 892 ميلاديّ وأصبح المعتضد خليفةً للدّولة العباسيّة بعد أن أجبر المعتمدَ قبل وفاته على حرمان ابنه من الخلافة.
قام المعتضد بإعادة تنظيم الأمور الإداريّة للدولة والإصلاح الماليّ لها، وأظهر مهارة كبيرة وقسوةً في التعامل مع الأحزاب التي نشأت في تلك الفترة. تلا ذلك فترة من النشاط الثقافيّ الكبير، وتواجد أعدادٍ كبيرة من المثقّفين في عاصمة الدولة العباسيّة بغداد. عمل النيريزي لصالح المعتضد خلال فترة حكمه التي استمرّت لعشر سنوات، فكتب العديد من الأعمال المتعلّقة بظواهر الأرصاد الجويّة وأدوات قياس الأجسام، انتهى عهد الخليفة المعتضد بمؤامرات سياسيّة وهي نفس الطريقة التي بدأ به، فقد تمّ تسميم الخليفة المعتضد في عام 902 من قبل أعدائه السياسيّين، وتولّى الحكمَ ابنه المكتفي في نفس العام وحكم حتّى عام 908. وعلى ما يبدو فقد أكمل النيريزي العمل في بغداد مع الخليفة الجديد لاستمراره في نفس مسيرة والده بدعم المثقّفين في بغداد.
نُشر كتاب (الفهرست) الذي ألّفه بائع الكتب ابن النديم في عام 988. يعرض الكتاب سردًا كاملًا للمؤلّفات العربيّة التي كانت متناولةً في القرن العاشر، ولا سيما كتب النيرزي باعتباره فلكيّاً متميزًا. أدرج ابن النديم ثمانية أعمال للنيريزي في كتابه الفهرست. ووُصِف النيريزيّ في كتاب آخر نُشر في القرن الثامن عشر بأنّه عالم فلك مرموق وخبيرٌ بارزٌ في الهندسة.
تشمل أعمال النيريزي في علم الفلك تعليقًا على كتاب المجسطي لبطليموس والكتب الأربعة التي تُعرف باسم تيترابيبلوس لبطليموس أيضاً لكنّها اندثرت مع الزمن ولم تصل إلينا. يُعدّ شرح النيريزي لكتاب أصول الهندسة لأقليدس الأكثر شهرة بين أعماله وهو متوافر في زمننا هذا. تحتوي مخطوطة ليدن  على مراجعة النيرزي للترجمة العربيّة الثانية لكتاب أصول الهندسة لعالك الهندسة اليونانيّ إقليدس وهو الكتاب الذي نقله الحجّاج بن يوسف إلى اللّغة العربيّة. لم تنجح نسخ ترجمة الحجّاج لذلك الكتاب في البقاء. وتفنّد مخطوطة ليدن  مدى التغيير الذي أجراه النيرزي على نسخ ترجمة الحجّاج، وتؤكّد أنّه قام بالفعل بتغييرات كبيرة عليها. تتناول الوثيقة  مخطوطات مختلفة تحتوي على نسخ من شرح النريزي، بعضها باللغة العربية، واحدة باللغة اللاتينية.
اعتمد النيرزي في تعامله مع النسبة والأبعاد في تعليقه على «أصول الهندسة» على المفاهيم التي اقترحها المهاني الذي كان يعمل في بغداد قبل وصول النيريزي إلى هناك. كتب النيرزي عملاً عن كيفية حساب اتجاه الكعبة في مكّة المكرمة (من المهم بالنسبة للمسلمين أن يكونوا قادرين على القيام بذلك لأنهم مضطرون إلى التوجّه إلى الكعبة خمس مرات كلّ يوم عند قيامهم بالصلاة اليوميّة)، استخدم النيريزي لهذا العمل الدّالّة (ظل) بفعّالية، لكنّه لم يكن أول من استخدم هذه الأفكار المثلّثيّة.